# Hannoverscher Sportverein von 1896 2017-2018
Questa voce raccoglie le informazioni riguardanti l'Hannoverscher Sportverein von 1896 nelle competizioni ufficiali della stagione calcistica 2017-2018.

## Stagione
Nella stagione 2017-2018 l'Hannover, allenato da André Breitenreiter, concluse il campionato di Bundesliga al 13º posto. In coppa di Germania l'Hannover fu eliminato al secondo turno dal Wolfsburg.

## Rosa
| N. |                     | Ruolo | Calciatore         |
| -- | ------------------- | ----- | ------------------ |
| 23 | Germania (bandiera) | P     | Michael Esser      |
| 30 | Germania (bandiera) | P     | Marlon Sündermann  |
| 1  | Germania (bandiera) | P     | Philipp Tschauner  |
| 3  | Cile (bandiera)     | D     | Miiko Albornoz     |
| 31 | Germania (bandiera) | D     | Waldemar Anton     |
| 33 | Germania (bandiera) | D     | Fynn Arkenberg     |
| 2  | Croazia (bandiera)  | D     | Josip Elez         |
| 5  | Brasile (bandiera)  | D     | Felipe             |
| 15 | Germania (bandiera) | D     | Timo Hübers        |
| 19 | Germania (bandiera) | D     | Florian Hübner     |
| 4  | Germania (bandiera) | D     | Julian Korb        |
| 22 | Germania (bandiera) | D     | Matthias Ostrzolek |
| 21 | Germania (bandiera) | D     | Lars Ritzka        |
| 20 | Senegal (bandiera)  | D     | Salif Sané         |
| 25 | Germania (bandiera) | D     | Oliver Sorg        |
| 6  | Germania (bandiera) | C     | Marvin Bakalorz    |

| N. |                     | Ruolo | Calciatore          |
| -- | ------------------- | ----- | ------------------- |
| 16 | Germania (bandiera) | C     | Yousef Emghames     |
| 18 | Norvegia (bandiera) | C     | Iver Fossum         |
| 11 | Germania (bandiera) | C     | Felix Klaus         |
| 10 | Germania (bandiera) | C     | Sebastian Maier     |
| 40 | Germania (bandiera) | C     | Linton Maina        |
| 7  | Germania (bandiera) | C     | Edgar Prib          |
| 37 | Germania (bandiera) | C     | Noah Sarenren Bazee |
| 8  | Germania (bandiera) | C     | Manuel Schmiedebach |
| 27 | Svizzera (bandiera) | C     | Pirmin Schwegler    |
| 13 | Togo (bandiera)     | A     | Ihlas Bebou         |
| 35 | Curaçao (bandiera)  | A     | Charlison Benschop  |
| 29 | Turchia (bandiera)  | A     | Mete-Kaan Demir     |
| 24 | Germania (bandiera) | A     | Niclas Füllkrug     |
| 14 | Austria (bandiera)  | A     | Martin Harnik       |
| 9  | Brasile (bandiera)  | A     | Jonathas            |
| 26 | Turchia (bandiera)  | A     | Kenan Karaman       |

## Organigramma societario
Area tecnica
- Allenatore: André Breitenreiter
- Allenatore in seconda: Volkan Bulut, Asif Šarić
- Preparatore dei portieri: Jörg Sievers
- Preparatori atletici: Edward Kowalczuk, Timo Rosenberg, Tobias Stock

## Risultati

### Bundesliga

#### Girone di andata
| Arbitro: | Brych |

|  |           |            |
|  | Marcatori | 73’ Harnik |

| Arbitro: | Ittrich |

|              |           |  |
| Jonathas 67’ | Marcatori |  |

| Arbitro: | Zwayer |

|            |           |            |
| Didavi 52’ | Marcatori | 75’ Harnik |

| Arbitro: | Hartmann |

|                      |           |  |
| Harnik 50’ Bebou 82’ | Marcatori |  |

| Arbitro: | Stieler |

|              |           |            |
| Petersen 83’ | Marcatori | 65’ Harnik |

| Hannover 24 settembre 2017, ore 15:30 6ª giornata | Hannover 96 | 0 – 0 referto | Colonia | HDI-Arena (47.000 spett.)\| Arbitro: \| Siebert \| |
| Arbitro:                                          | Siebert     |               |         |                                                    |

| Arbitro: | Dingert |

|                              |           |            |
| Ginter 67’ Hazard 90’ (rig.) | Marcatori | 71’ Harnik |

| Arbitro: | Dankert |

|          |           |                      |
| Sané 36’ | Marcatori | 10’ Haller 90’ Rebić |

| Arbitro: | Stegemann |

|                 |           |                   |
| Gregoritsch 33’ | Marcatori | 76’, 89’ Füllkrug |

| Arbitro: | Ittrich |

|                                              |           |                            |
| Jonathas 20’ (rig.) Bebou 40’, 86’ Klaus 60’ | Marcatori | 27’ Zagadou 52’ Yarmolenko |

| Arbitro: | Petersen |

|                        |           |              |
| Poulsen 70’ Werner 85’ | Marcatori | 56’ Jonathas |

| Arbitro: | Cortus |

|                                 |           |  |
| Bartels 39’ Kruse 55’, 59’, 78’ | Marcatori |  |

| Arbitro: | Dingert |

|                     |           |           |
| Füllkrug 76’ (rig.) | Marcatori | 24’ Asano |

| Arbitro: | Winkmann |

|                                            |           |              |
| Vidal 17’ Coman 67’ Lewandowski 87’ (rig.) | Marcatori | 35’ Benschop |

| Arbitro: | Schmidt |

|                         |           |  |
| Füllkrug 59’ Harnik 85’ | Marcatori |  |

| Arbitro: | Hartmann |

|                                |           |           |
| Kalou 18’, 45’ Torunarigha 83’ | Marcatori | 65’ Bebou |

| Arbitro: | Storks |

|                                                  |           |                                        |
| Bebou 12’ Füllkrug 21’ (rig.) Klaus 45’ Korb 83’ | Marcatori | 11’ Brandt 25’ Mehmedi 47’, 67’ Bailey |

#### Girone di ritorno
| Arbitro: | Dankert |

|                               |           |                   |
| Füllkrug 33’, 38’ (rig.), 75’ | Marcatori | 26’ Mutō 31’ Hack |

| Arbitro: | Petersen |

|           |           |              |
| Pjaca 16’ | Marcatori | 86’ Füllkrug |

| Arbitro: | Brych |

|  |           |           |
|  | Marcatori | 72’ Malli |

| Arbitro: | Stegemann |

|            |           |            |
| Kostić 86’ | Marcatori | 37’ Fossum |

| Arbitro: | Gräfe |

|                     |           |           |
| Anton 28’ Klaus 54’ | Marcatori | 88’ Gulde |

| Arbitro: | Schmidt |

|           |           |              |
| Ōsako 30’ | Marcatori | 37’ Füllkrug |

| Arbitro: | Kampka |

|  |           |            |
|  | Marcatori | 72’ Kramer |

| Arbitro: | Fritz |

|           |           |  |
| Costa 39’ | Marcatori |  |

| Arbitro: | Dankert |

|          |           |                                |
| Sané 37’ | Marcatori | 26’, 83’ Gregoritsch 45’ Kačar |

| Arbitro: | Ittrich |

|               |           |  |
| Batshuayi 24’ | Marcatori |  |

| Arbitro: | Winkmann |

|                       |           |                                    |
| Sané 71’ Füllkrug 78’ | Marcatori | 16’ Forsberg 54’ Orban 76’ Poulsen |

| Arbitro: | Welz |

|                      |           |              |
| Harnik 17’ Klaus 42’ | Marcatori | 74’ Belfodil |

| Arbitro: | Jablonski |

|            |           |              |
| Thommy 53’ | Marcatori | 90’ Füllkrug |

| Arbitro: | Petersen |

|  |           |                                     |
|  | Marcatori | 57’ Müller 73’ Lewandowski 89’ Rudy |

| Arbitro: | Ittrich |

|                        |           |             |
| Kramarić 16’, 50’, 86’ | Marcatori | 24’ Karaman |

| Arbitro: | Storks |

|                                 |           |           |
| Harnik 4’ Sané 40’ Füllkrug 42’ | Marcatori | 73’ Selke |

| Arbitro: | Winkmann |

|                           |           |                         |
| Alario 3’, 18’ Brandt 55’ | Marcatori | 90’ Füllkrug 90’ Harnik |

### Coppa di Germania
| Arbitro: | Schlager |

|                         |           |                                                         |
| Lokotsch 20’ Perrey 83’ | Marcatori | 34’, 74’ Füllkrug 60’, 90’ Harnik 90’ Karaman 90’ Maier |

| Arbitro: | Brych |

|              |           |  |
| Uduokhai 49’ | Marcatori |  |

## Statistiche

### Statistiche di squadra
| Competizione      | Punti | In casa | In casa | In casa | In casa | In casa | In casa | In trasferta | In trasferta | In trasferta | In trasferta | In trasferta | In trasferta | Totale | Totale | Totale | Totale | Totale | Totale | DR  |
| Competizione      | Punti | G       | V       | N       | P       | Gf      | Gs      | G            | V            | N            | P            | Gf           | Gs           | G      | V      | N      | P      | Gf     | Gs     | DR  |
| ----------------- | ----- | ------- | ------- | ------- | ------- | ------- | ------- | ------------ | ------------ | ------------ | ------------ | ------------ | ------------ | ------ | ------ | ------ | ------ | ------ | ------ | --- |
| Bundesliga        | 39    | 17      | 8       | 3       | 6       | 28      | 25      | 17           | 2            | 6            | 9            | 16           | 29           | 34     | 10     | 9      | 15     | 44     | 54     | -10 |
| Coppa di Germania | -     | 0       | 0       | 0       | 0       | 0       | 0       | 2            | 1            | 0            | 1            | 6            | 3            | 2      | 1      | 0      | 1      | 6      | 3      | +3  |
| Totale            | -     | 17      | 8       | 3       | 6       | 28      | 25      | 19           | 3            | 6            | 10           | 22           | 32           | 36     | 11     | 9      | 16     | 50     | 57     | -7  |

### Andamento in campionato
| Giornata  | 1 | 2 | 3 | 4 | 5 | 6 | 7 | 8 | 9 | 10 | 11 | 12 | 13 | 14 | 15 | 16 | 17 | 18 | 19 | 20 | 21 | 22 | 23 | 24 | 25 | 26 | 27 | 28 | 29 | 30 | 31 | 32 | 33 | 34 |
| --------- | - | - | - | - | - | - | - | - | - | -- | -- | -- | -- | -- | -- | -- | -- | -- | -- | -- | -- | -- | -- | -- | -- | -- | -- | -- | -- | -- | -- | -- | -- | -- |
| Luogo     | T | C | T | C | T | C | T | C | T | C  | T  | T  | C  | T  | C  | T  | C  | C  | T  | C  | T  | C  | T  | C  | T  | C  | T  | C  | C  | T  | C  | T  | C  | T  |
| Risultato | V | V | N | V | N | N | P | P | V | V  | P  | P  | N  | P  | V  | P  | N  | V  | N  | P  | N  | V  | N  | P  | P  | P  | P  | P  | V  | N  | P  | P  | V  | P  |
| Posizione | 5 | 4 | 3 | 2 | 4 | 4 | 5 | 9 | 6 | 4  | 6  | 8  | 10 | 10 | 10 | 10 | 11 | 10 | 10 | 10 | 10 | 9  | 7  | 10 | 11 | 12 | 13 | 13 | 13 | 13 | 13 | 13 | 13 | 13 |

Legenda:

Luogo: C = Casa; T = Trasferta. Risultato: V = Vittoria; N = Pareggio; P = Sconfitta.

### Statistiche dei giocatori
| Giocatore       | Bundesliga | Bundesliga | Bundesliga  | Bundesliga | Coppa di Germania | Coppa di Germania | Coppa di Germania | Coppa di Germania | Totale   | Totale | Totale      | Totale     |
| Giocatore       | Presenze   | Reti       | Ammonizioni | Espulsioni | Presenze          | Reti              | Ammonizioni       | Espulsioni        | Presenze | Reti   | Ammonizioni | Espulsioni |
| --------------- | ---------- | ---------- | ----------- | ---------- | ----------------- | ----------------- | ----------------- | ----------------- | -------- | ------ | ----------- | ---------- |
| M. Esser        | 3          | 0          | 0           | 0          | 1                 | 0                 | 0                 | 0                 | 4        | 0      | 0           | 0          |
| M. Sündermann   | -          | -          | -           | -          | -                 | -                 | -                 | -                 | -        | -      | -           | -          |
| P. Tschauner    | 31         | 0          | 1           | 0          | 1                 | 0                 | 0                 | 0                 | 32       | 0      | 1           | 0          |
| M. Albornoz     | 10         | 0          | 1           | 0          | 1                 | 0                 | 0                 | 0                 | 11       | 0      | 1           | 0          |
| W. Anton        | 27         | 1          | 1           | 0          | 2                 | 0                 | 0                 | 0                 | 29       | 1      | 1           | 0          |
| F. Arkenberg    | -          | -          | -           | -          | -                 | -                 | -                 | -                 | -        | -      | -           | -          |
| J. Elez         | 11         | 0          | 1           | 0          | -                 | -                 | -                 | -                 | 11       | 0      | 1           | 0          |
| Felipe          | 6          | 0          | 0           | 0          | 1                 | 0                 | 0                 | 0                 | 7        | 0      | 0           | 0          |
| T. Hübers       | 5          | 0          | 2           | 0          | -                 | -                 | -                 | -                 | 5        | 0      | 2           | 0          |
| F. Hübner       | 9          | 0          | 2           | 0          | -                 | -                 | -                 | -                 | 9        | 0      | 2           | 0          |
| J. Korb         | 28         | 1          | 8           | 0          | 1                 | 0                 | 0                 | 0                 | 29       | 1      | 8           | 0          |
| M. Ostrzolek    | 27         | 0          | 5           | 0          | 1                 | 0                 | 0                 | 0                 | 28       | 0      | 5           | 0          |
| L. Ritzka       | -          | -          | -           | -          | -                 | -                 | -                 | -                 | -        | -      | -           | -          |
| S. Sané         | 32         | 4          | 6           | 0          | 2                 | 0                 | 0                 | 0                 | 34       | 4      | 6           | 0          |
| O. Sorg         | 22         | 0          | 4           | 0          | 1                 | 0                 | 0                 | 0                 | 23       | 0      | 4           | 0          |
| M. Bakalorz     | 28         | 0          | 4           | 0          | 2                 | 0                 | 0                 | 0                 | 30       | 0      | 4           | 0          |
| Y. Emghames     | -          | -          | -           | -          | -                 | -                 | -                 | -                 | -        | -      | -           | -          |
| I. Fossum       | 19         | 1          | 0           | 0          | -                 | -                 | -                 | -                 | 19       | 1      | 0           | 0          |
| F. Klaus        | 28         | 4          | 5           | 0          | 1                 | 0                 | 1                 | 0                 | 29       | 4      | 6           | 0          |
| S. Maier        | 10         | 0          | 0           | 0          | 2                 | 1                 | 0                 | 0                 | 12       | 1      | 0           | 0          |
| L. Maina        | 2          | 0          | 0           | 0          | -                 | -                 | -                 | -                 | 2        | 0      | 0           | 0          |
| E. Prib         | -          | -          | -           | -          | 1                 | 0                 | 0                 | 0                 | 1        | 0      | 0           | 0          |
| N. Bazee        | 7          | 0          | 1           | 0          | -                 | -                 | -                 | -                 | 7        | 0      | 1           | 0          |
| M. Schmiedebach | 6          | 0          | 1           | 0          | 1                 | 0                 | 0                 | 0                 | 7        | 0      | 1           | 0          |
| P. Schwegler    | 29         | 0          | 10          | 0          | 1                 | 0                 | 0                 | 0                 | 30       | 0      | 10          | 0          |
| I. Bebou        | 30         | 5          | 3           | 0          | 1                 | 0                 | 0                 | 0                 | 31       | 5      | 3           | 0          |
| C. Benschop     | 7          | 1          | 0           | 0          | 1                 | 0                 | 0                 | 0                 | 8        | 1      | 0           | 0          |
| M. Demir        | -          | -          | -           | -          | -                 | -                 | -                 | -                 | -        | -      | -           | -          |
| N. Füllkrug     | 34         | 14         | 2           | 0          | 2                 | 2                 | 0                 | 0                 | 36       | 16     | 2           | 0          |
| M. Harnik       | 30         | 9          | 2           | 0          | 2                 | 2                 | 0                 | 0                 | 32       | 11     | 2           | 0          |
| Jonathas        | 12         | 3          | 2           | 0          | 1                 | 0                 | 0                 | 0                 | 13       | 3      | 2           | 0          |
| K. Karaman      | 22         | 1          | 2           | 0          | 2                 | 1                 | 0                 | 0                 | 24       | 2      | 2           | 0          |